# Tajno Biav
Tajno Biav – Secret Marriage – drugi album folkowego zespołu Čači Vorba, wydany w 2011 r. nakładem niemieckiej wytwórni Oriente Musik. Utworem promującym płytę, do którego powstał teledysk został "Te aştept (neica de-o lună)".

## Lista utworów
1. Čirikli	3:39	(muz. Trad.; sł. Trad./Maria Natanson, język romski bułgarsko-albański)
2. Pe uliţă armenească	4:43 (muz. Trad.; sł. Trad., język rumuński)
3. Pristana si Rada	5:11 (muz. Trad., aranż. Paweł Sójka & Piotr Majczyna; sł. Trad., język bułgarski)
4. Zuhresko suno	5:18 (muz. Trad.; sł. Maria Natanson, język romski bułgarski)
5. Lume, vai!	3:23 (muz. Trad.; sł. Trad., język romski rumuński)
6. Me pačav	4:04 (muz. Trad.; sł. Trad./Maria Natanson, język romski słowacko-polski)
7. Nane tute paňori	6:01 (muz. Trad.; sł. Maria Natanson, język romski rumuńsko-węgierski)
8. Sevdano le, lube le	3:01 (muz. Trad.; sł. Trad., język bułgarski)
9. Iese-n codrii firul ierbii	3:32 (muz. Trad., aranż. Piotr Majczyna & Maria Natanson; sł. Trad., język rumuński)
10. Moroz	3:55 (muz. Piotr Majczyna; sł. Maria Natanson & Mitya Gerasimov, język romski rosyjski oraz język macedoński)
11. Ioane, Ioane!	1:51	(muz. Trad.; sł. Trad., język rumuński)
12. Te aştept	3:51 (muz. Trad., aranż. Paweł Sójka & Piotr Majczyna; sł. Trad., język rumuński)

## Twórcy[4]
- Maria Natanson - śpiew (1-4, 6-12), skrzypce (1,2, 4-10), kebak keman (1, 3), łyżki (5)
- Paweł Sójka - akordeon (1-10, 12), chórki (2, 4)
- Piotr Majczyna - gitara (1,2, 4-6, 9), bouzouki (3, 8, 10, 12), mandola (2, 3), baglama (1), zilsy (1), śpiew (5), chórki (2, 4, 5)
- Robert Brzozowski - kontrabas (1-6, 8-10, 12), chórki (2)
- Lyubomyr Ishchuk - tamburyn (1, 8, 12), darahon (2, 9, 10), dzban (5), doumbek (4, 6), darbuka (4, 6), vtikla (4, 6), chórki (2, 5)
- gościnnie Dimitry Gerasimov - klarnet (2, 4, 10), śpiew (10); Julian Mieczysław Śmierciak - chórki (2)
- realizacja & premix: Mieczysław Śmierciak
- miks i mastering: Wojciech Przybylski (1-10/1-10), Ewa Guziołek-Tubelewicz (-/12), Mieczysław Śmierciak (11,12/11)
- produkcja: Piotr Majczyna & Maria Natanson

## Tytuł i charakter albumu
"Tajno biav" czyli "potajemny ślub" jest po pierwsze związany z przetaczającym się przez całą płytę tematem przewodnim tj. sekretną miłością. Także muzyka prezentowana na albumie to swoisty mezalians tradycji muzycznych Europy (folklor Karpat, Bałkanów, muzyka cygańska) oraz akustycznych jazzu, rocka i twista. Ponadto słychać tu elementy indyjskie (bhangra), arabskie (muzyka modalna), francuskie musette, czy nowoczesną muzykę bałkańską. Aranżacje są wielobarwne, bogate w rozwiązania. 

## Teksty
Zespół starannie dobierał słowa utworów. Oprócz czystych tekstów ludowych w różnych językach, na płycie jest kilka adaptacji oraz kilka własnych tekstów w języku romskim autorstwa Marii Natanson. Teksty w języku romskim nie były obecne na albumie debiutanckim. Zadbano również o to, aby słuchacze wiedzieli dokładnie o czym są piosenki. 

## Cytaty
- zapowiedź płyty przez współproducenta i członka zespołu Piotra Majczynę: "Nadal trzymamy się źródeł. Dużo ognistych inspiracji romskich, rumuńskich i bałkańskich. Będzie również jeden utwór polskich Romów oraz odrobina muzyki Romów rosyjskich. W sumie na CD weszło 12 utworów. To będzie płyta bardzo piosenkowa. W przeciwieństwie do "True Speech", nie będzie na niej utworów czysto instrumentalnych. Zamiast tego w aranżacje kilku piosenek wpletliśmy dosyć rozbudowane, dynamiczne bloki instrumentalne"

## Nagrody i wyróżnienia
- 2011: wyróżnienie obecnością w Top of The World Album przez brytyjski magazyn "Songlines", branżowe pismo poświęcone tzw. world music